# Hokkaido Consadole Sapporo
Hokkaido Consadole Sapporo är ett fotbollslag från Sapporo, Japan, som sedan 1998 spelar i J-League. Laget spelar för närvarande (2020) i den högsta proffsligan J1 League. 
Namnet "Consadole" kommer från 'consado' som är baklänges för det japanska ordet Dosanko (DO-SA-N-KO, 道産子 = Hokkaidos folk) och 'Ole'.

## Placering tidigare säsonger
- 1998 - 14:e plats
- 1999 - 5:e plats i J2
- 2000 - Vinnare av J2
- 2001 - 11:e plats
- 2002 - 16:e plats
- 2003 - 9:e plats i J2
- 2004 - 12:e plats i J2
- 2005 - 6:e plats i J2
- 2006 - 6:e plats i J2
- 2007 - Vinnare av J2
- 2008 - 18:e plats
- 2009 - 6:e plats
- 2010 - 13:e plats
- 2011 - 3:a i J2
- 2012 - 18:e plats
- 2013 - 8:e plats i J2
- 2014 - 10:e plats i J2
- 2015 - 10:e plats i J2
- 2016 - Vinnare av J2
- 2017 - 11:e plats
- 2018 - 4:e plats

## Trupp 2022
| Nr | Land      | Pos | Namn                     |
| -- | --------- | --- | ------------------------ |
| 1  | Japan     | MV  | Takanori Sugeno          |
| 2  | Japan     | F   | Shunta Tanaka            |
| 4  | Japan     | A   | Daiki Suga               |
| 5  | Japan     | F   | Akito Fukumori           |
| 6  | Japan     | MF  | Tomoki Takamine          |
| 7  | Brasilien | A   | Lucas Fernandes          |
| 8  | Japan     | MF  | Kazuki Fukai             |
| 9  | Japan     | MF  | Takuro Kaneko            |
| 10 | Japan     | MF  | Hiroki Miyazawa (kapten) |
| 11 | Japan     | MF  | Ryota Aoki               |
| 14 | Japan     | MF  | Yoshiaki Komai           |
| 16 | Japan     | A   | Ren Fujimura             |
| 17 | Japan     | MF  | Riku Danzaki             |
| 18 | Brasilien | MF  | Gabriel Xavier           |
| 19 | Japan     | A   | Tsuyoshi Ogashiwa        |
| 20 | Japan     | F   | Daigo Nishi              |
| 21 | Japan     | MV  | Shuhei Matsubara         |

| Nr | Land      | Pos | Namn                                        |
| -- | --------- | --- | ------------------------------------------- |
| 22 | Japan     | MV  | Koki Otani                                  |
| 23 | Japan     | A   | Shinzo Koroki (lån från Urawa Red Diamonds) |
| 24 | Japan     | F   | Toya Nakamura                               |
| 27 | Japan     | MF  | Takuma Arano                                |
| 29 | Japan     | MF  | Sora Igawa                                  |
| 30 | Japan     | MF  | Hiromu Tanaka                               |
| 32 | Slovenien | A   | Milan Tučić                                 |
| 33 | Brasilien | A   | Douglas (lån från Luverdense EC)            |
| 34 | Japan     | MV  | Kojiro Nakano                               |
| 44 | Japan     | MF  | Shinji Ono                                  |
| 45 | Japan     | A   | Taika Nakashima                             |
| 47 | Japan     | F   | Shota Nishino                               |
| 50 | Japan     | F   | Daihachi Okamura                            |

## Tidigare spelare
- Junichi Inamoto
- Shinji Ono
- Yasuyuki Konno
- Masashi Oguro
- Masashi Nakayama
- Takeo Takahashi
- Masaaki Kato
- Ryoichi Kawakatsu
- Hiroshi Hirakawa
- Takafumi Ogura
- Yoshihiro Natsuka
- Naoki Sakai
- Takuya Takagi
- Yasuyuki Moriyama
- Kota Yoshihara
- Hiromi Kojima
- Yoshinobu Minowa
- Ryuji Bando
- Koji Yamase
- Daigo Nishi
- Jade North
- Givanildo Vieira de Souza
- Joubert Araújo Martins
- Robert da Silva Almeida
- Danilson Córdoba
- Irfan Bachdim
- Jorge Dely Valdés
- Emerson Sheik
- Lê Công Vinh

## Tränare
- 1992 - 1996  Takeo Takahashi
- 1997 - 1998  Hugo Fernandez
- 1998  Hajime Ishii
- 1999 - 2001  Takeshi Okada
- 2002  Tetsuji Hashiratani
- 2002  Radmilo Ivancevic
- 2002  Chang Woe-Ryong
- 2003  João Carlos
- 2003  Chang Woe-Ryong
- 2004 - 2006  Masaaki Yanagishita
- 2007 -  Toshiya Miura